# Turjak, Gorica
Turjak (italijansko Turriaco, bizjaško in furlansko Turiac) je občina v Bizjakariji, Furlanija - Julijska krajina.

## Zgodovina
Predialni toponim iz imena, ki se v latinščini prevaja kot Turrius, Turius ali Thorius + acus, ki označuje pripadnost. Ni mogoče z gotovostjo trditi, kdaj je bila prva naselbina zgrajena. Sledovi rimske prisotnosti so minimalni in se nanašajo le na grobove za upepelitve, ki so se verjetno nahajali v bližini neke rustikalne vile (1. stoletje pr. n. št. - 2. stoletje pr. n. št.) ob podeželski cesti (severozahodno od središča). Toponim bi lahko kazal na zgodnjo slovansko prisotnost, saj je po najnovejših toponimskih študijah Turriaco treba šteti med slovanske toponime s končnico -ak, ki izhaja iz osnove tur = bizon; ime bi tako pomenilo »dežela bizonov«.